# Bisse (Ungheria)
Bisse è un comune dell'Ungheria di 250 abitanti (dati 2008) situato nella contea di Baranya, nella regione Transdanubio Meridionale.